# Winter-Paralympics 2014/Rollstuhlcurling
Bei den XI. Winter-Paralympics 2014 wurden zwischen dem 8. und 16. März 2014 im Ice Cube Curling Center in Sotschi ein Wettbewerb mit gemischten Mannschaften im Rollstuhlcurling ausgetragen.

## Teilnehmer
| Kanada | China                                                                                      | Finnland | Großbritannien                                                                                             | Norwegen |
| --- | ------------------------------------------------------------------------------------------ | --- | --- | --- |
| Skip: Jim Armstrong Third: Dennis Thiessen Second: Ina Forrest Lead: Sonja Gaudet Ersatz: Mark Ideson                         | Skip: Wang Haitao Third: Zhang Qiang Second: Liu Wei Lead: Xu Gunagqin Ersatz: He Jun      | Skip: Markku Karjalainen Third: Sari Karjalainen Second: Vesa Hellman Lead: Tuomo Aarnikka Ersatz: Mina Mojtahedi | Skip: Aileen Neilson Third: Gregor Ewan Second: Bob McPherson Lead: Jim Gault Ersatz: Angie Malone         | Skip: Rune Lorentsen Third: Jostein Stordahl Second: Anne Mette Samdal Lead: Terje Rafdal Ersatz: Sissel Løchen |
| Russland | Slowakei                                                                                   | Südkorea | Schweden                                                                                                   | Vereinigte Staaten                                                                                              |
| Skip: Andrei Smirnow Third: Alexander Schewtschenko Second: Swetlana Pachomowa Lead: Marat Romanow Ersatz: Oksana Slessarenko | Skip: Radoslav Ďuriš Third: Branislav Jakubec Second: Dusan Pitoňák Lead: Monika Kunkelová | Skip: Kim Myung-jin Third: Kim Jong-pan Second: Seo Soon-seok Lead: Kang Mi-suk Ersatz: Yun Hee-keong             | Skip: Jalle Jungnell Third: Glenn Ikonen Second: Patrik Kallin Lead: Kristina Ulander Ersatz: Zandra Reppe | Skip: Patrick McDonald Third: David Palmer Second: Jimmy Joseph Lead: Penny Greely Ersatz: Meghan Lino          |

## Round Robin
| Platz | Team               | Spiele | Siege | Ndlg. |
| ----- | ------------------ | ------ | ----- | ----- |
| 1.    | Russland           | 9      | 8     | 1     |
| 2.    | Kanada             | 9      | 7     | 2     |
| 3.    | China              | 9      | 5     | 4     |
| 4.    | Großbritannien     | 9      | 5     | 4     |
| 5.    | Vereinigte Staaten | 9      | 4     | 5     |
| 6.    | Slowakei           | 9      | 4     | 5     |
| 7.    | Schweden           | 9      | 4     | 5     |
| 8.    | Norwegen           | 9      | 3     | 6     |
| 9.    | Südkorea           | 9      | 3     | 6     |
| 10.   | Finnland           | 9      | 2     | 7     |

### Ergebnisse
|                        | Kanada | China Volksrepublik | Finnland | Vereinigtes Konigreich | Korea Sud | Norwegen | Russland | Slowakei | Schweden | Vereinigte Staaten |
| Kanada                 |        | 8:5                 | 1:12     | 6:3                    | 10:4      | 6:8      | 5:4      | 16:0     | 7:4      | 7:2                |
| China Volksrepublik    | 5:8    |                     | 8:2      | 6:3                    | 11:2      | 7:3      | 4:5      | 3:8      | 8:4      | 2:10               |
| Finnland               | 12:1   | 2:8                 |          | 13:4                   | 6:7       | 6:8      | 4:7      | 6:9      | 6:7      | 6:7                |
| Vereinigtes Konigreich | 3:6    | 3:6                 | 4:13     |                        | 8:4       | 7:3      | 2:11     | 12:2     | 6:4      | 8:7                |
| Korea Sud              | 4:10   | 2:11                | 7:6      | 4:8                    |           | 0:10     | 5:7      | 7:4      | 3:13     | 9:5                |
| Norwegen               | 8:6    | 3:7                 | 8:6      | 3:7                    | 10:0      |          | 5:6      | 4:11     | 1:11     | 5:8                |
| Russland               | 4:5    | 5:4                 | 7:4      | 11:2                   | 7:5       | 6:5      |          | 7:4      | 7:4      | 6:5                |
| Slowakei               | 0:16   | 8:3                 | 9:6      | 2:12                   | 4:7       | 11:4     | 4:7      |          | 3:9      | 6:4                |
| Schweden               | 4:7    | 4:8                 | 7:6      | 4:6                    | 13:3      | 11:1     | 4:7      | 9:3      |          | 3:8                |
| Vereinigte Staaten     | 2:7    | 10:2                | 7:6      | 7:8                    | 5:9       | 8:5      | 5:6      | 4:6      | 8:3      |                    |
| ---------------------- | ------ | ------------------- | -------- | ---------------------- | --------- | -------- | -------- | -------- | -------- | ------------------ |

## Finalrunde
|  | Halbfinale | Halbfinale     | Halbfinale |  |          | Finale           | Finale           | Finale           |
|  |            |                |            |  |          |                  |                  |                  |
|  |            |                |            |  |          |                  |                  |                  |
|  | 4          | Großbritannien | 4          |  |          |                  |                  |                  |
|  | 1          | Russland       | 13         |  |          |                  |                  |                  |
|  |            |                |            |  | Russland | 3                |                  |                  |
|  |            |                |            |  |          | Kanada           | 8                |                  |
|  | 2          | Kanada         | 5          |  |          |                  |                  |                  |
|  | 3          | China          | 4          |  |          | Spiel um Platz 3 | Spiel um Platz 3 | Spiel um Platz 3 |
|  |            |                |            |  |          |                  | Großbritannien   | 7                |
|  |            | China          | 3          |  |          |                  |                  |                  |
|  |            |                |            |  |          |                  |                  |                  |

## Medaillengewinner
| Gold Kanada | Jim Armstrong, Ina Forrest, Dennis Thiessen, Saonja Gaudet, Mark Ideson Trainer: Joe Rea |

| Silber Russland | Andrey Smirnov, Marat Romanov, Svetlana Pakhomova, Alexandr Shevchenko, Oxana Slesarenko Trainer: Anton Batugin |

| Bronze Vereinigtes Königreich | Aileen Neilson, Gregor Ewan, Jim Gault, Angie Malone, Bob McPherson Trainer: Tony Zummack |

## Endstand
| Platz | Land               |
| ----- | ------------------ |
| 01    | Kanada             |
| 02    | Russland           |
| 03    | Großbritannien     |
| 04    | China              |
| 05    | Vereinigte Staaten |
| 06    | Slowakei           |
| 07    | Schweden           |
| 08    | Norwegen           |
| 09    | Südkorea           |
| 10    | Finnland           |